# Circondario di Anhalt-Zerbst
Il circondario di Anhalt-Zerbst (in tedesco Landkreis Anhalt-Zerbst) era un circondario della Sassonia-Anhalt di 68.086 abitanti, che aveva come capoluogo Zerbst.
Venne creato il 1º luglio 1994, accorpando i circondari di Roßlau e Zerbst, e raccogliendo parte del territorio del circondario di Gräfenhainichen. Il 1º gennaio 2005 ha invece subito una riduzione territoriale, cedendo alcuni comuni alla città extracircondariale di Dessau e al circondario del Jerichower Land. Il 1º luglio 2007, dopo aver ceduto nuovamente un'altra parte di territorio alla città extracircondariale di Dessau-Roßlau (nata il medesimo giorno dalla fusione tra Dessau e Roßlau) e ai circondari di Jerichower Land e Wittenberg, è stato poi unito con i circondari di Bitterfeld e Köthen, a formare il nuovo circondario di Anhalt-Bitterfeld.

## Città e comuni
(Abitanti al 31 dicembre 2006)
| Città 1. Coswig (Anhalt) (8.459) 2. Lindau (1.148) 3. Oranienbaum (3.439) 4. Dessau (13.849) 5. Wörlitz (1.601) 6. Zerbst (15.537) | Comuni 1. Bornum (546) 2. Brandhorst (102) 3. Bräsen (165) 4. Buhlendorf (250) 5. Buko (181) 6. Cobbelsdorf (605) 7. Deetz (725) 8. Dobritz (308) 9. Düben (271) 10. Gehrden (216) 11. Gödnitz (242) 12. Gohrau (427) 13. Griebo (643) 14. Griesen (364) 15. Grimme (176) 16. Güterglück (735) 17. Hobeck (503) 18. Hohenlepte (243) 19. Horstdorf (633) 20. Hundeluft (259) 21. Jeber-Bergfrieden (641) 22. Jütrichau (512) 23. Kakau (609) 24. Klieken (1.113) 25. Köselitz (195) 26. Leps (316) 27. Loburg, Stadt (2.385) 28. Lübs (404) 29. Möllensdorf (177) 30. Moritz (343) 31. Nedlitz (670) 32. Nutha (292) 33. Polenzko (301) 34. Prödel (291) 35. Rehsen (272) 36. Reuden (312) 37. Riesigk (215) 38. Rosian (590) 39. Ragösen (212) 40. Schweinitz (287) 41. Senst (239) 42. Serno (443) 43. Stackelitz (203) 44. Steutz (947) 45. Straguth (269) 46. Thießen (733) 47. Vockerode (1.682) 48. Walternienburg (561) 49. Wörpen (271) 50. Zeppernick (710) 51. Zernitz (264) |